# Zobnatica
Zobnatica (srbsky Зобнатица, maďarsky Andrásnépe) je vesnice v Srbsku, administrativně spadající pod opštinu Bačka Topola. Leží v autonomní oblasti Vojvodina.
Poprvé je zmíněna v roce 1743. Tehdy se zde nacházela pustá krajina, která spadala pod město Subotica. Svoje pozemky zde měl chorvatský šlechtický rod Vojnić od Bajše. To je také zmíněno na historické mapě třetího vojenského mapování z konce 19. století. Později se zde rozvíjel chov koní, vybudována byla nová kolonie a nedaleký vodní tok Krivaja byl přehrazen a vzniklo tak umělé jezero. Dnes se jedná o lokalitu aktraktivní pro místní z hlediska venkovské turistiky.